# Список вице-президентов Колумбии
Вице-президент Колумбии (исп. Vicepresidente de Colombia) является первым в президентской линии наследования, становится новым президентом Колумбии после отпуска, смерти, отставки или отрешения от должности Президента, так установлено Конституцией Колумбии с 1991 года. Должность вице-президента была восстановлена после почти столетнего перерыва. Вице-президент не может исполнять функций президента во время его временного отсутствия, таких как официальные поездки за границу или каникулы. В этих случаях, функции президента, как правило, выполняет министр внутренних дел. Нынешний вице-президент Колумбии — Франсия Элена Маркес Мина.

## Вице-президент Колумбии
Вице-президентом может быть избран урождённый гражданин Колумбии, не моложе 30 лет. Конституция Колумбии 1991 года указывает на то, что вице-президент должен соответствовать тем же квалификационным критериям, что и президент страны. Вице-президент также имеет право на неограниченное количество сроков.

## Текущие функции вице-президента
Вице-президент выполняет те же функции, что и президент Колумбии и заменяет его в случае временного или полного отсутствия на рабочем месте. Вице-президент также выполняет особые поручения президента (например, представляет его на международной дипломатической арене). Каждый президент определял функции вице-президентов в соответствии со своим собственным усмотрением.

### Функции вице-президента в соответствии с Конституцией
В соответствии с Указом 2719 от 17 декабря 2000 года в Конституции Колумбии 1991 года, функциями вице-президента являются:
- 1. Для выполнения специальных миссий, порученных Президентом Колумбии и в соответствии с колумбийской Конституцией.
- 2. Консультировать президента по выполнению политики в области прав человека и коррупции.
- 3. Сотрудничать с руководством правительства Колумбии и проводить международные и национальные мероприятия в области прав человека и коррупции.
- 4. План механизма согласования между различными уровнями исполнительной власти в Колумбии по вопросам, касающимся прав человека и коррупции.
- 5. Представляет Колумбию на международной по приказу президента.
- 6. Вице-президент оказывает поддержку и консультирует президента по всем прочим вопросам политики Колумбии.
- 7. Другие функции будут рассмотрены в соответствии с потребностями президента.

## Вице-президенты штатов

### ШтатАнтиокия(признавал власть Фердинанда VII)
| Имя                       | Оригинальное имя          | Портрет | Место рождения | Начало срока         | Конец срока         |
| ------------------------- | ------------------------- | ------- | -------------- | -------------------- | ------------------- |
| Аранго Гонсалес де Бустос | Arango González de Bustos |         | Антиокия       | 30 октября 1811 года | 7 февраля 1813 года |

### ШтатКундинамарка(признавал власть Фердинанда VII)
| Имя                               | Оригинальное имя                  | Портрет | Место рождения | Начало срока        | Конец срока           |
| --------------------------------- | --------------------------------- | ------- | -------------- | ------------------- | --------------------- |
| Хосе Мария Домингес дель Кастильо | José María Domínguez del Castillo |         | Богота         | 4 августа 1811 года | 21 сентября 1811 года |

### ШтатКартахена (де Индиас)(признавал власть Фердинанда VII)
| Имя                      | Оригинальное имя         | Портрет | Место рождения | Начало срока        | Конец срока        |
| ------------------------ | ------------------------ | ------- | -------------- | ------------------- | ------------------ |
| Мануэль Родригес Торисес | Manuel Rodríguez Torices |         | Боливар        | 21 января 1812 года | 1 апреля 1812 года |

## Вице-президенты объединённых провинций Новой Гранады (1812—1816; признавали власть Фердинанда VII)
| Имя                                                                               | Оригинальное имя         | Портрет | Место рождения | Начало срока        | Конец срока        |
| --------------------------------------------------------------------------------- | ------------------------ | ------- | -------------- | ------------------- | ------------------ |
| Должность оставалась вакантной (с 19 сентября 1827 года по 4 мая 1830 года)       |                          |         |                |                     |                    |
| Мануэль Родригес Торисес                                                          | Manuel Rodríguez Torices |         | Боливар        | 15 ноября 1815 года | 14 марта 1816 года |
| Должность оставалась вакантной (с 14 марта 1816 года по 30 июня 1816 года)        |                          |         |                |                     |                    |
| Либорио Мехия                                                                     | Liborio Mejía            |         | Антиокия       | 30 июня 1816 года   | 10 июля 1816 года  |
| Должность оставалась вакантной (с 10 сентября 1816 года по 16 сентября 1816 года) |                          |         |                |                     |                    |
| Должность упразднена (с 16 сентября 1816 года по 17 декабря 1819 года)            |                          |         |                |                     |                    |

## Вице-президенты Республики Колумбия (1819—1831)

### Вице-президенты Департаментов
После создания Великой Колумбии, Конгресс разделил страну на три Департамента и назначил «вице-президента» для каждого из них. Эти вице-президенты были больше похожи на губернаторов так как президентов в этих департаментах — не было. Список вице-президентов:
- Франсиско де Паула Сантандер-и-Оманья, вице-президент департамента Кундинамарка.
- Хуан Герман Roscio Nieves, вице-президент департамента Венесуэла.
- Вакантная должность, вице-президент департамента Кито.

Должность вице-президента Кито осталась вакантной, поскольку данный департамент был ещё под властью Испании.

### Вице-президенты Республики
| Имя                                                               | Оригинальное имя              | Портрет | Место рождения     | Начало срока         | Конец срока           |
| ----------------------------------------------------------------- | ----------------------------- | ------- | ------------------ | -------------------- | --------------------- |
| Франциско Антонио Зея                                             | Francisco Antonio Zea         |         | Антиокия           | 17 декабря 1819 года | 21 марта 1820 года    |
| Хуан Херман Россио                                                | Juan Germán Roscio            |         | Гуарико            | 21 марта 1820 года   | 4 апреля 1821 года    |
| Антонио Нариньо                                                   | Antonio Nariño y Álvarez      |         | Богота             | 4 апреля 1821 года   | 6 июня 1821 года      |
| Хосе Мария дель Кастильо-и-Рада                                   | José María del Castillo Rada  |         | Боливар            | 6 июня 1821 года     | 3 октября 1821 года   |
| Франсиско де Паула Сантандер                                      | Francisco de Paula Santander  |         | Норте-де-Сантандер | 3 октября 1821 года  | 19 сентября 1827 года |
| Должность упразднена (с 19 сентября 1827 года по 3 мая 1830 года) |                               |         |                    |                      |                       |
| Доминго Кайседо                                                   | Domingo Caicedo y Santa María |         | Богота             | 3 мая 1830 года      | 21 ноября 1831 года   |

## Вице-президенты Новой Гранады (1831—1858)
| Имя                                                                        | Оригинальное имя              | Портрет | Место рождения   | Начало срока        | Конец срока        |
| -------------------------------------------------------------------------- | ----------------------------- | ------- | ---------------- | ------------------- | ------------------ |
| Хосе Мария Обандо                                                          | José María Obando             |         | Каука            | 21 ноября 1831 года | 10 марта 1832 года |
| Хосе Игнасио де Маркес                                                     | José Ignacio de Márquez       |         | Бояка            | 10 марта 1832 года  | 12 мая 1833 года   |
| Хоакин Москера                                                             | Joaquín Mosquera              |         | Каука            | 12 мая 1833 года    | 1 апреля 1835 года |
| Хосе Игнасио де Маркес                                                     | José Ignacio de Márquez       |         | Бояка            | 1 апреля 1835 года  | 1 апреля 1837 года |
| Доминго Кайседо                                                            | Domingo Caicedo y Santa María |         | Богота           | 1 апреля 1837 года  | 1 июля 1843 года   |
| Должность оставалась вакантной (с 11 июля 1843 года по 1 апреля 1845 года) |                               |         |                  |                     |                    |
| Руфино Куэрво Баррето                                                      | Rufino Cuervo Barreto         |         | Кундинамарка     | 1 апреля 1845 года  | 1 апреля 1851 года |
| Хосе де Обальдия                                                           | José de Obaldía               |         | Верагуас         | 1 апреля 1851 года  | 1 апреля 1855 года |
| Мануэль Мария Мальярино                                                    | Manuel María Mallarino        |         | Валье-дель-Каука | 1 апреля 1855 года  | 1 апреля 1857 года |
| Должность упразднена (с 1 апреля 1857 года по 4 августа 1886 года)         |                               |         |                  |                     |                    |

## Вице-президенты Республики Колумбия (с 1886 года — по настоящее время)
Либеральная партия
 Консервативная партия
 Колумбия прежде всего/Социальная партия или Национальное единство
| Имя                                                                             | Оригинальное имя          | Портрет | Место рождения     | Начало срока          | Конец срока           |
| ------------------------------------------------------------------------------- | ------------------------- | ------- | ------------------ | --------------------- | --------------------- |
| Должность оставалась вакантной (с 4 августа 1886 года по 6 января 1887 года)    |                           |         |                    |                       |                       |
| Елисео Пайан                                                                    | Eliseo Payán              |         | Валье-дель-Каука   | 13 декабря 1887 года  | 8 февраля 1888 года   |
| Должность оставалась вакантной (с 8 февраля 1888 года по 7 августа 1892 года)   |                           |         |                    |                       |                       |
| Мигель Антонио Каро                                                             | Miguel Antonio Caro       |         | Богота             | 7 августа 1892 года   | 18 сентября 1894 года |
| Должность оставалась вакантной (с 18 сентября 1894 года по 7 августа 1898 года) |                           |         |                    |                       |                       |
| Хосе Мануэль Маррокин                                                           | José Manuel Marroquín     |         | Богота             | 7 августа 1898 года   | 31 июля 1900 года     |
| Должность оставалась вакантной (с 31 июля 1900 года по 7 августа 1904 года)     |                           |         |                    |                       |                       |
| Рамон Гонсалэс Валенсия                                                         | Ramón González Valencia   |         | Норте-де-Сантандер | 7 августа 1904 года   | 10 марта 1905 года    |
| Должность упразднена (с 10 марта 1905 года по 7 августа 1994 года)              |                           |         |                    |                       |                       |
| Амберто де ла Калле                                                             | Humberto de La Calle      |         | Калдас             | 7 августа 1994 года   | 19 сентября 1997 года |
| Карлос Лемос Симмондс                                                           | Carlos Lemos Simmonds     |         | Каука              | 19 сентября 1997 года | 7 августа 1998 года   |
| Густаво Белл                                                                    | Gustavo Bell              |         | Атлантико          | 7 августа 1998 года   | 7 августа 2002 года   |
| Франси́ско Са́нтос Кальдеро́н                                                      | Francisco Santos Calderón |         | Богота             | 7 августа 2002 года   | 7 августа 2010 года   |
| Анхелино Гарсон                                                                 | Angelino Garzón           |         | Буга               | 7 августа 2010 года   | 7 августа 2014 года   |
| Херман Варгас Льерас                                                            | Germán Vargas Lleras      |         | Богота             | 7 августа 2014 года   | 21 марта 2017 год     |
| Оскар Наранхо                                                                   | Oscar Naranjo             |         | Богота             | 29 марта 2017 года    | 7 августа 2018 года   |
|                                                                                 |                           |         |                    |                       |                       |
| Франсия Элена Маркес Мина                                                       | Marta Lucía Ramírez       |         | Богота             | 7 августа 2022 года   |                       |